# Theodor von Nestle
Ernst Theodor von Nestle (* 24. August 1852 in Stuttgart; † 20. Oktober 1929 in Hattenbach) war ein württembergischer Verwaltungsjurist.

## Leben
Nestle war ein Sohn des Obertribunalprokurators Christian Gottlieb Nestle und dessen Ehefrau Sophie Beate, geb. Kleinmann. Er studierte 1871 bis 1876 Rechtswissenschaften an den Universitäten Tübingen und Leipzig und bestand 1876 die erste, 1877 die zweite höhere Dienstprüfung. Er war Mitglied der Studentenverbindung Luginsland Tübingen.
1877 wurde er zum zweiten Beamten beim Oberamt Oberndorf mit den Dienstrechten eines Amtsmanns ernannt, trat die Stelle jedoch nicht an und wurde stattdessen als Kollegialhilfsarbeiter bei der Regierung des Jagstkreises in Ellwangen verwendet. 1880 wurde er Hilfsarbeiter, 1881 Ministerialsekretär mit Dienstrechten eines Regierungsassessors im Ministerium des Innern in Stuttgart. Von 1882 bis 1886 war er Oberamtmann des Oberamts Neuenbürg. 1886 wurde er administrativer Kollegialrat und Regierungsrat bei der Zentralstelle für Landwirtschaft, noch im gleichen Jahr Ministerialassessor (Regierungsrat). 1892 wurde er zum Oberregierungsrat, später Vortragenden Rat und 1895 zum Kanzleidirektor mit dem Titel eines Regierungsdirektors im Ministerium des Innern befördert. Von 1900 bis 1920 war er Vorstand des Medizinalkollegiums. 1904 wurde er Präsident 4., 1907 Präsident 3. Stufe. Zugleich amtierte Nestle ab 1908 als Vorsitzender des Landesversicherungsamts. Von 1914 bis 1918 nahm Nestle als Kompanieführer am Ersten Weltkrieg teil. 1920 wurde er in den einstweiligen, 1924 in den dauerhaften Ruhestand versetzt.
Theodor Nestle war von 1889 bis 1926 Mitglied des Landesausschusses und ab 1891 Präsident des Vereins zur Fürsorge für entlassene Strafgefangene. 1906 wurde der Vorstand des Vereins für Arbeiterkolonien in Württemberg, 1919 Vorstand des Vereins zur Fürsorge der Wanderarbeitsstätten. Ab 1921 war er Vorsitzender des Verwaltungsrats des Karl-Olga-Krankenhauses in Stuttgart. Er war Ministerialdelegierter beim Statistischen Landesamt, Korrespondierendes Mitglied der Zentralkommission für das ärztliche Fortbildungswesen in Preußen, Vorstand des Landesversicherungsamts, Regierungskommissär beim Allgemeinen Deutschen Versicherungsverein und Mitglied des Kirchengemeinderats der Leonhardskirche in Stuttgart.
Er starb 1929 in Hattenbach, Kreis Hersfeld, woher seine Frau stammte, und fand seine letzte Ruhestätte auf dem Fangelsbachfriedhof in Stuttgart.

## Familie
Seit 1882 war Nestle mit Emma Elise Helena, geb. von Lepel verheiratet, einer Tochter des Karl Gustav Wilhelm Maximilian Freiherrn von Lepel, Gutsbesitzer in Hattenbach, und dessen Ehefrau Emma Rosa Louise, geb. von Egidy.

## Auszeichnungen
- Ritterkreuz 1. Klasse (1888), Kommenturkreuz 2. Klasse (1901) und Kommenturkreuz 1. Klasse (1913) des Friedrichs-Ordens
- Ehrenkreuz (1895)[3] des Ordens der Württembergischen Krone, welches mit dem persönlichen Adelstitel (Nobilitierung) verbunden war
- Kommenturkreuz 2. Klasse (1908) des Ordens der Württembergischen Krone
- Olga-Orden (1911)
- Charlottenkreuz (1916)
- Deutsche Kriegsgedenkmünze
- Silberne Jubiläumsmedaille
- Landwehr-Dienstauszeichnung 2. Klasse
- Silberne Karl-Olga-Medaille